# Byron Wesley
Byron Wesley, Jr. (Monterrey, California, 26 de diciembre de 1992) es un baloncestista estadounidense que pertenece a la plantilla del Bishrelt Metal de The League de Mongolia. Con 1,96 metros de estatura, juega en la posición de escolta.

## Trayectoria deportiva

### Universidad
Jugó durante tres temporadas con los Trojans de la Universidad del Sur de California, en las que promedió 12,4 puntos, 5,3 rebotes y 2,0 asistencias por partido. Tras graduarse en 2014, tuvo la opción de cumplir un cuarto año en otra universidad, siendo transferido a los Bulldogs de la Universidad Gonzaga. Allí disputó la temporada 2014-15 en la que promedió 10,6 puntos, 4,7 rebotes y 2,6 asistencias por partido, siendo incluido en el segundo mejor quinteto de la West Coast Conference.

### Profesional
Tras no ser elegido en el Draft de la NBA de 2015, no fue hasta enero de 2016 cuando firmó su primer contrato, al ser adquirido por los Sioux Falls Skyforce de la D-League. Jugó trece partidos, promediando 2,8 puntos y 1,7 rebotes, siendo desactivado en el mes de marzo.
El 21 de agosto de 2016 firmó con el Joensuun Kataja de la Korisliiga finesa, donde promedió 17,5 puntos en los partidos que disputó hasta el 4 de diciembre, cuando firmó con el MKS Dąbrowa Górnicza de la liga polaca. Allí acabó la temporada promediando 10,8 puntos y 3,1 rebotes por partido.
En agosto de 2017 fichó por el PBK Academic búlgaro, equipo con el que únicamente disputó cuatro partidos de la fase de calificación de la Basketball Champions League, firmando en octubre un contrato por una temporada con el Hapoel Kfar Saba de la Liga Leumit, la segunda división del baloncesto israelí. Promedió 20,3 puntos y 7,3 rebotes por partido.
La temporada siguiente volvió al baloncesto polaco al fichar por el Spójnia Stargard, pero únicamente disputó cuatro partidos, en los que proemdió 9,2 puntos y 2,7 rebotes, regresando al Hapoel Kfar Saba en noviembre.
Durante la temporada 2019-20, juega en las filas del KTP Basket Kotka de la Korisliiga, club en el que promedia 19 puntos, 6 rebotes y 4 asistencias por partido.
El 26 de enero de 2021, firma por el Antibes Sharks de la Campeonato de Francia de Baloncesto Pro B, la segunda división del baloncesto francés.
Wesley llegó al Degla Al Jameaa de la Superliga de Irak en noviembre de 2021. En ese país jugaría hasta mediados de enero de 2024, pasando también por las filas del Al-Hashd y del Al-Shorta.
El club libio Al-Ahli Tripoli lo contrató para actuar en el Dubai International Basketball Championship durante la última semana de enero de 2024. Pasó luego por el NSA de la Liga Libanesa de Baloncesto, antes de arribar en mayo de 2024 a los Pioneros del Ávila de la SPB de Venezuela.
Jugó la temporada 2024-25 de The League de Mongolia para el Bishrelt Metal, siendo reconocido como el Mejor Jugador Extranjero del Año en esa competición.